# العلاقات الهندية الليختنشتانية
العلاقات الهندية الليختنشتانية هي العلاقات الثنائية التي تجمع بين الهند وليختنشتاين.

## مقارنة بين البلدين
هذه مقارنة عامة ومرجعية للدولتين:
| وجه المقارنة                                              | الهند                       | ليختنشتاين                                 |
| --------------------------------------------------------- | --------------------------- | ------------------------------------------ |
| المساحة (كم2)                                             | 3.29 مليون                  | 16                                         |
| عدد السكان (نسمة)                                         | 1.35 مليار                  | 37.47 ألف                                  |
| الكثافة السكانية (ن./كم²)                                 | 410.33                      | 234.19 ألف                                 |
| العاصمة                                                   | نيودلهي                     | فادوتس                                     |
| اللغة الرسمية                                             | اللغة الهندية، لغة إنجليزية | اللغة الألمانية                            |
| العملة                                                    | روبية هندية                 | فرنك سويسري                                |
| الناتج المحلي الإجمالي (بليون دولار)                      | 2.60 تريليون                | 6.29 مليار                                 |
| الناتج المحلي الإجمالي (تعادل القوة الشرائية) بليون دولار | 8.00 تريليون                |                                            |
| الناتج المحلي الإجمالي الاسمي للفرد دولار أمريكي          | 1.60 ألف                    |                                            |
| الناتج المحلي الإجمالي للفرد دولار أمريكي                 | 5.70 ألف                    |                                            |
| مؤشر التنمية البشرية                                      | 0.609                       | 0.908                                      |
| رمز المكالمات الدولي                                      | +91                         | +423                                       |
| رمز الإنترنت                                              | .in، .भारत ‏، .بھارت ‏،        | .li                                        |
| المنطقة الزمنية                                           | ت ع م+05:30، توقيت الهند    | توقيت وسط أوروبا، ت ع م+01:00، ت ع م+02:00 |

## منظمات دولية مشتركة
يشترك البلدان في عضوية مجموعة من المنظمات الدولية، منها:
| علم المنظمة | اسم المنظمة                   | تاريخ انضمام الهند | تاريخ انضمام ليختنشتاين |
| ----------- | ----------------------------- | ------------------ | ----------------------- |
|             | الاتحاد البريدي العالمي       | ?                  | ?                       |
|             | الاتحاد الدولي للاتصالات      | 1869               | 25 يوليو 1963           |
|             | منظمة حظر الأسلحة الكيميائية  | ?                  | ?                       |
|             | منظمة التجارة العالمية        | 1995               | ?                       |
|             | منظمة الشرطة الجنائية الدولية | ?                  | ?                       |
|             | الأمم المتحدة                 | 30 أكتوبر 1945     | 18 سبتمبر 1990          |

## وصلات خارجية
- موقع وزارة الخارجية الهندية